# Melita 1
Das Melita-1-Seekabel ist ein privates Glasfaserkabel, welches im Juni 2009 in Betrieb genommen wurde und im Mittelmeer verlegt ist. Es verbindet Sizilien (Italien) mit Malta und ist im Besitz des maltesischen Telekommunikationsunternehmens Melita. Es ist das vierte Seekabel zwischen Sizilien und Malta und etwa 100 Kilometer lang. Die Verlegung des Kabels wurde von den Norddeutschen Seekabelwerken übernommen. Die Kosten für das Projekt beliefen sich auf ca. 10 Millionen Euro.
Landungspunkte bestehen in:
1. Pozzallo,  Italien
2. Baħar iċ-Ċagħaq,  Malta

Melita 1 wird voraussichtlich noch bis mindestens 2034 in Betrieb bleiben.